# Prè Rup
Prè Rup (plus communément « Pre Rup ») est le temple d'État de Rajendravarman II, construit vers 961 au sud du baray oriental sur le site d'Angkor au Cambodge.
Il était consacré à Shiva et le lingam personnel du roi, Rājendreśvara, y était vénéré.
Ce roi installe à nouveau la capitale à Angkor en succédant en 944 à Jayavarman IV qui régnait depuis Koh Ker à partir de 928.

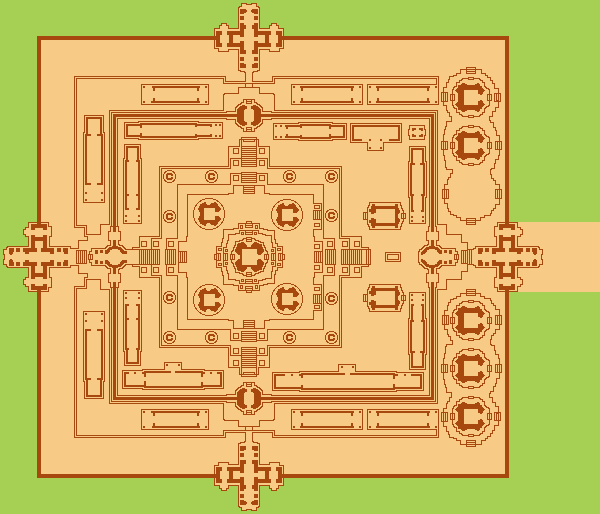
Plan de Prè Rup

Le Prè Rup est d'un plan proche de celui du Mébon oriental édifié un peu plus tôt (953) par le même roi et de dimensions comparables : un plan carré de 120 m.
Le mur d'enceinte est construit en latérite. Les éléments des ouvertures sont en grès et décorés. Les murs élevés en briques ont reçu une décoration sculptée. Elle était recouverte d'un enduit, ce dont témoignent les trous percés dans la brique afin d'en favoriser l'accroche. Les enduits de stucs étaient eux-mêmes sculptés. Tandis que les tours en briques sont érigées au sommet d'une terrasse à cinq degrés très escarpés.
Le nom de Prè Rup est rapporté à un rite funéraire homonyme avec les cendres du défunt, qui signifie « changer la forme » en khmer. Un bassin rectangulaire en  grès, situé au bas de l'escalier principal, aurait servi pour ces crémations. Cependant, il s'agit plus certainement d'une évolution du terme sanskrit Viśvarūpa (« ayant diverses formes ») qui est à la fois une épithète de Vishnou et le nom d'un brahmane, lointain ancêtre de Rajendravarman II.

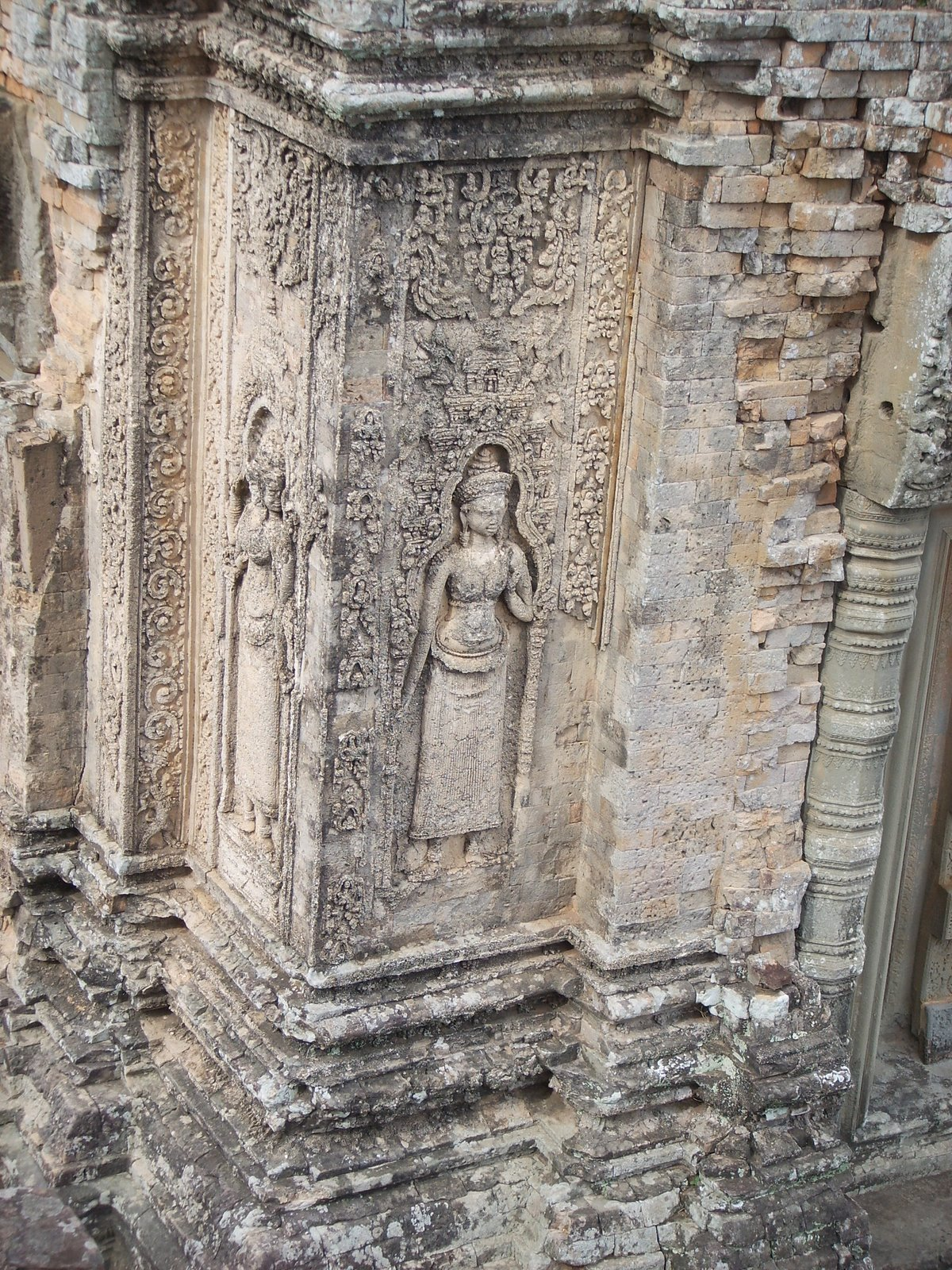
Devata. Relief. Décor extérieur (stuc sur brique ?)
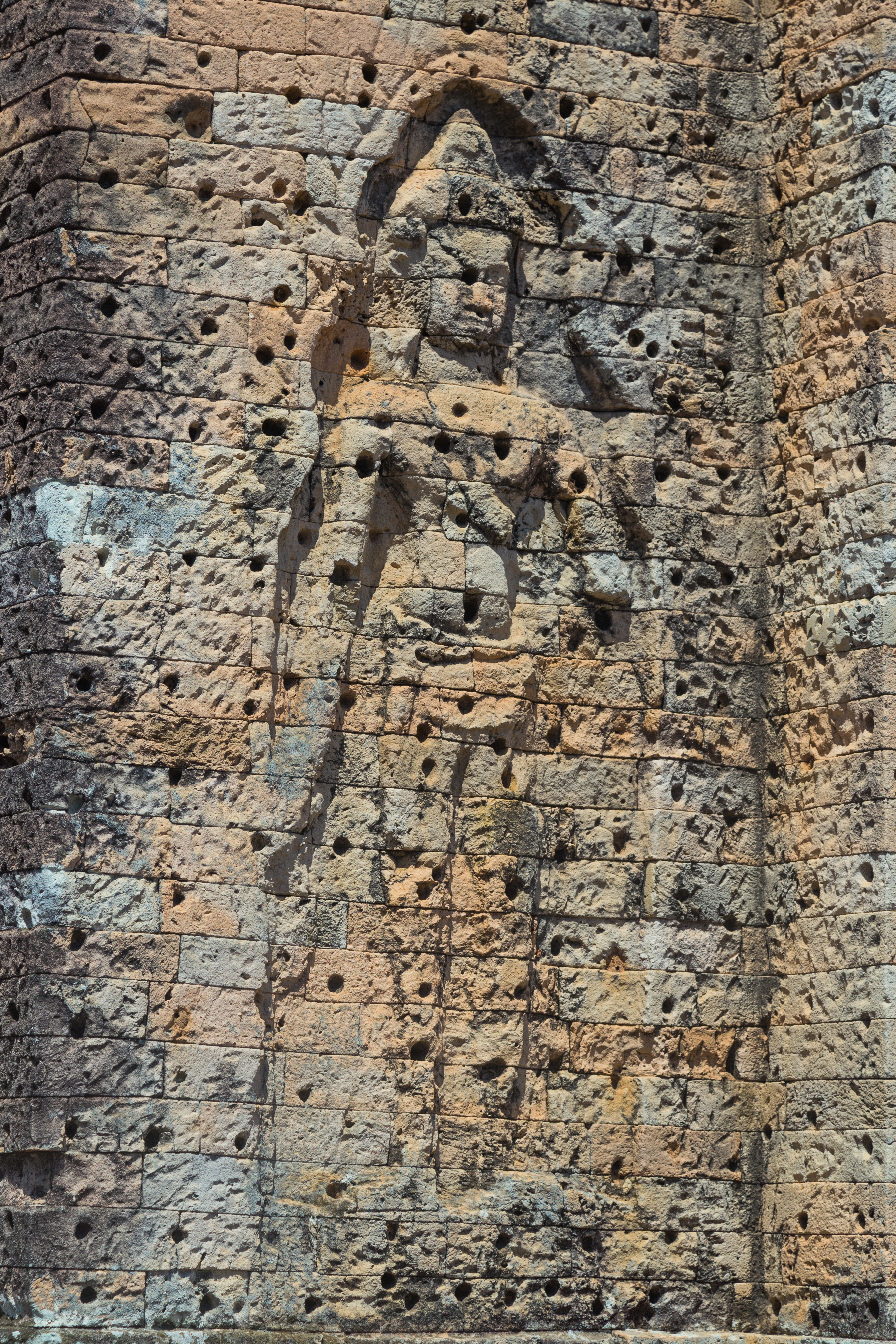
Relief. Décor extérieur d'un mur en brique (l'enduit ayant disparu)
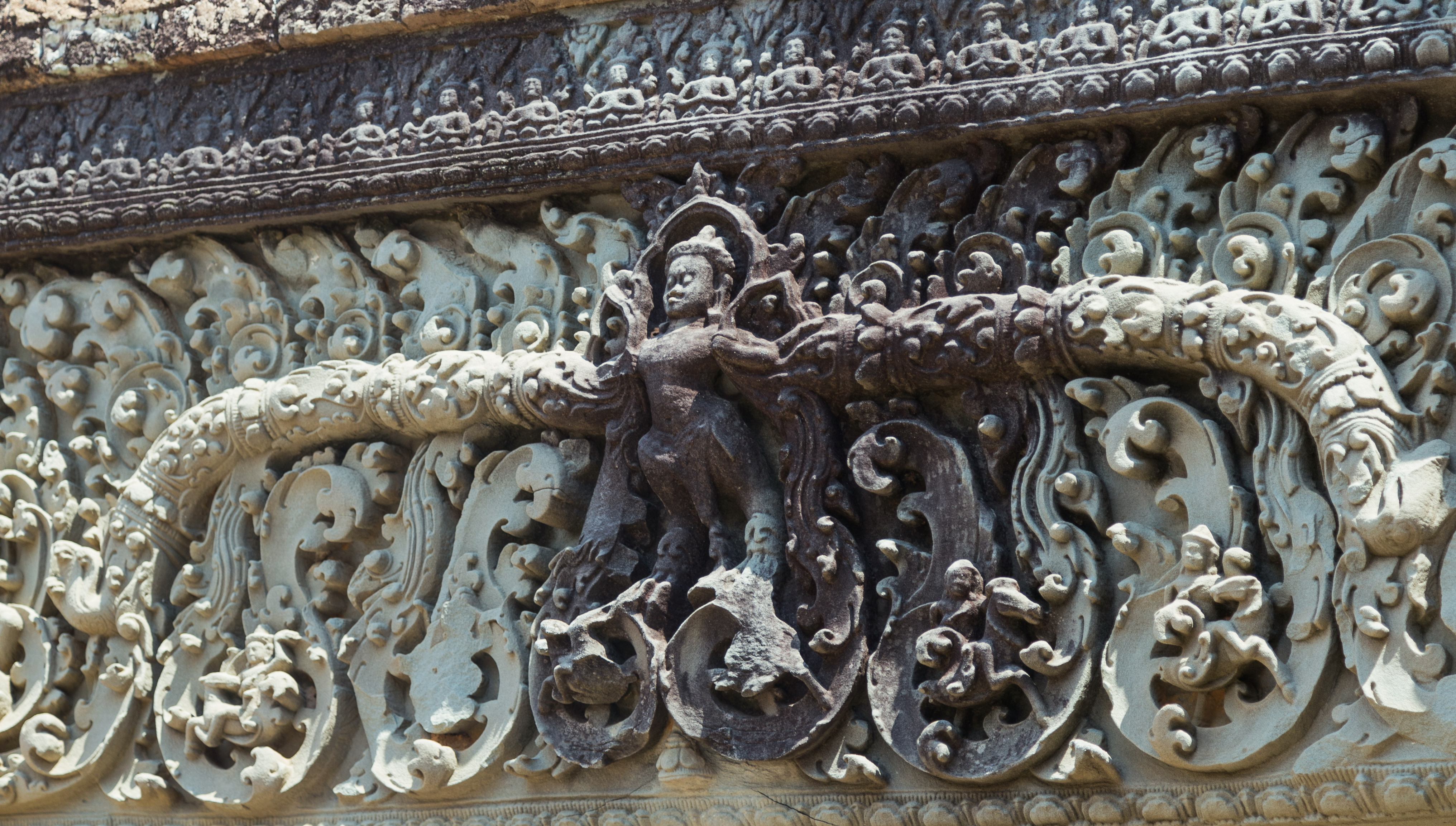
Relief. Décor d'architrave en grès